# Мєрков Роман Сергійович
Роман Сергійович Мєрков — молодший лейтенант Збройних Сил України, учасник російсько-української війни, що загинув у ході російського вторгнення в Україну в 2022 році.

## Життєпис
Роман Мєрков народився 3 серпня 1994 року в Донецькій області, смт Велика Новосілка. Закінчив Одеську національну академію зв'язку ім. О. С. Попова. У 2014 році підписав контракт із ЗСУ, ніс військову службу під час війни на сході України в зоні проведення АТО/ООС. В червні 2020 року в ході бойового завдання, отримав поранення. З початком повномасштабного російського вторгнення в Україну був мобілізований та перебував на передовій у складі 93-ї окремої механізованої бригади «Холодний Яр». Загинув 11 квітня 2022 року в боях на Харківщині. Похований 17 квітня 2022 року на Алеї Слави військового кладовища на Соцмісті у Кам'янському. Панахида проходила у Козацькій церкві Пресвятої Покрови ПЦУ.

## Родина
У загиблого залишилися дружина, маленький син, мати та сестра.

## Нагороди
- Орден Богдана Хмельницького III ступеня (2022, посмертно) — за особисту мужність і самовіддані дії, виявлені у захисті державного суверенітету та територіальної цілісності України, вірність військовій присязі[5].